# Școala de pe Arieș
Școala de pe Arieș este un film românesc din 1976 regizat de Florica Holban.